# Медаль имени Алексея Ивановича Антипова
Медаль имени А. И. Антипова (Золотая медаль Антипова) — награда Императорского Санкт-Петербургского минералогического общества за научные сочинения на русском языке по минералогии, геологии или палеонтологии. Было изготовлено 4 золотых медали, в коллекции Эрмитажа хранятся два экземпляра медали: серебряный (98.76 г.) и бронзовый (89.45 г.).
На медали написано «В память горного инженера А. И. Антипова». Художник А. А. Грилих (1852—1912) — старший медальер Санкт-Петербургского монетного двора.

## История

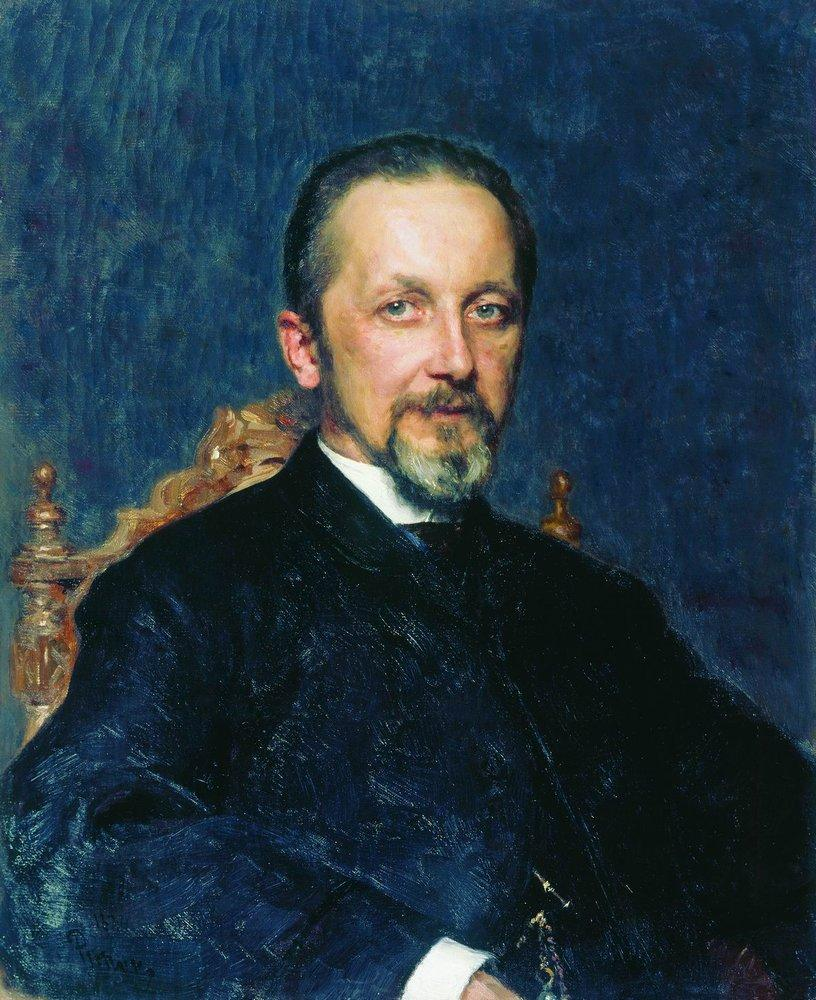
А. И. Антипов, 1884

В 1907 году жена Алексея Ивановича Антипова (1833—1907), Прасковья Дмитриевна (1848—1916), совместно с Императорским Санкт-Петербургским минералогическим обществов учредила золотую «Медаль имени Алексея Ивановича Антипова», которая присуждалась с 1909 по 1915 год за сочинения на русском языке по минералогии, геологии и палеонтологии.

Медаль им. А. И. Антипова изготовляется на проценты с капитала 2500 рублей, пожертвованного обществу супругой тайного советника Антипова Прасковьей Дмитриевной Антиповой. Медаль присуждается через каждые два года.
Присуждение медали выдвигалось избираемой комиссией. Комиссия представляла свои заключения о достоинствах премируемого сочинения, окончательное решение принималось по закрытому голосованию в конце года. Первое присуждение состоялось 22 декабря 1909 (4 января 1910) года Комиссия в составе А. П. Карпинского, В. В. Никитина и В. И. Вернадского присудила медаль А. Е. Ферсману.

### Награждения медалью
Золотой медалью были удостоены учёные:
1. 1909 — Ферсман, Александр Евгеньевич, за работы по минералогии полкостров Крым, острова Эльба и по цеолитам России.
2. 1911 — Степанов, Павел Иванович, за работы геологии по Донбасса и района озера Балхаш.
3. 1913 — Пэрна, Александр Яковлевич[6], за палеонтологическое изучение восточного склона Южного Урала.[7]
4. 1915 — Артемьев, Дмитрий Николаевич, за работы по кристаллографии.

После 1917 года медаль не присуждалась.

## Замена медали
В 1924 году вместо медали Минералогическое общество учреждило «Почётный отзыв имени Алексея Ивановича Антипова» (без медали и премии, но с прежним статусом), среди награждённых:
- 1925 — участники Хибинской экспедиции АН СССР: А. Е. Ферсман, Э. М. Бонштедт, Н. Н. Гуткова, Е. Е. Костылева, В. И. Крыжановский, Б. М. Куплетский, А. Н. Лабунцов, Г. П. Черник.[9]
- 1926 — Яковлев, Сергей Александрович, за монографию «Наносы и рельеф города Ленинграда и его окрестностей»[10].
- 1936 — Григорьев, Дмитрий Павлович, за работы по изучению и искусственному получению магнезиально-железистых слюд
- 1937 — Коржинский, Дмитрий Сергеевич, за петрологические исследования кристаллических сланцев докембрия Восточной Сибири
- и другие [уточнить].

В 1967 году в честь юбилея Всесоюзного минералогического общества была изготовлена юбилейная медаль.
В 1985 году вышло новое Положение о Почётном отзыве.